# Grabmal der Dorothea Margarete Römeling

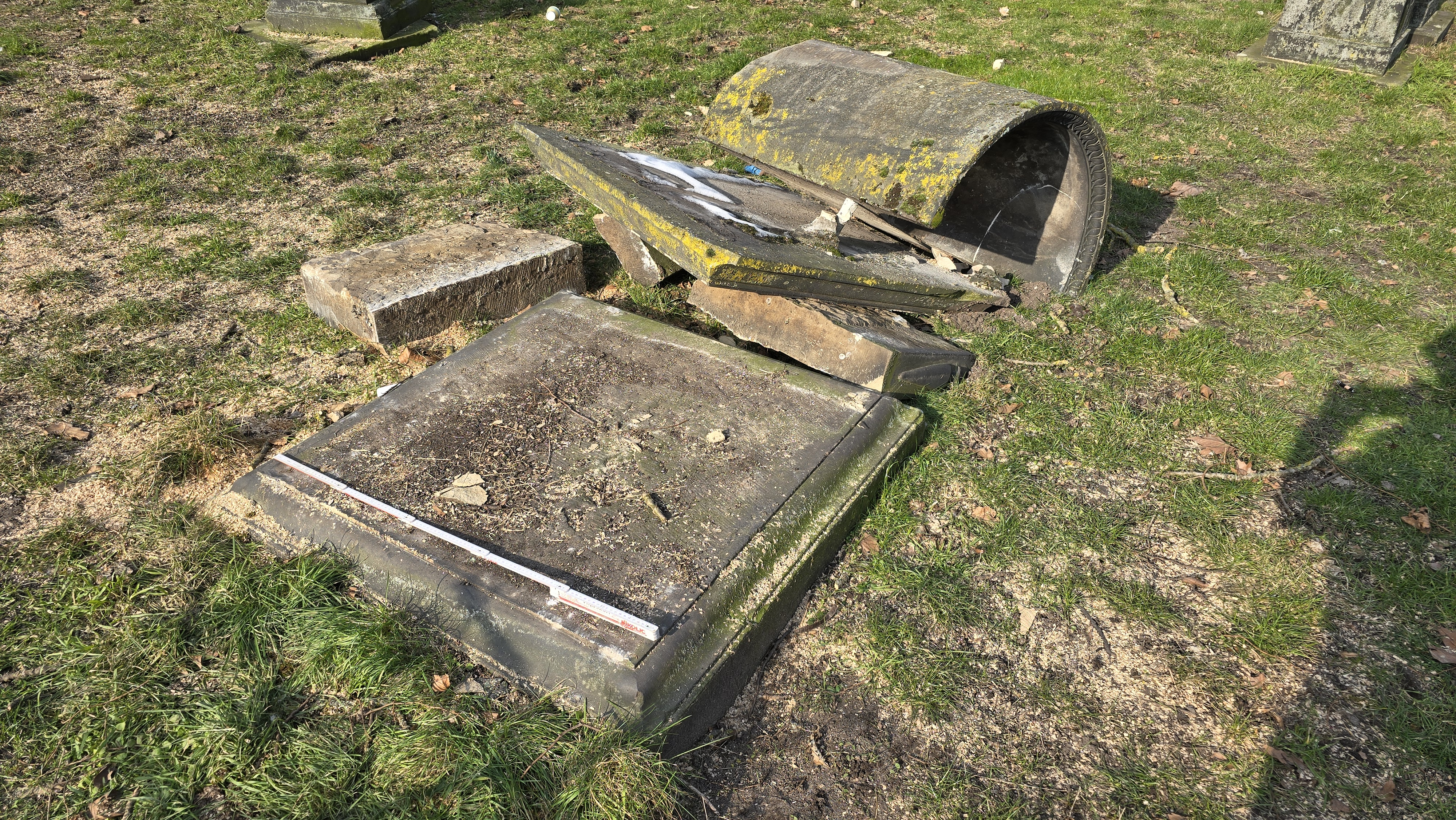
Zerstörtes Grabmal der Dorothea Margarete Römeling, Februar 2025

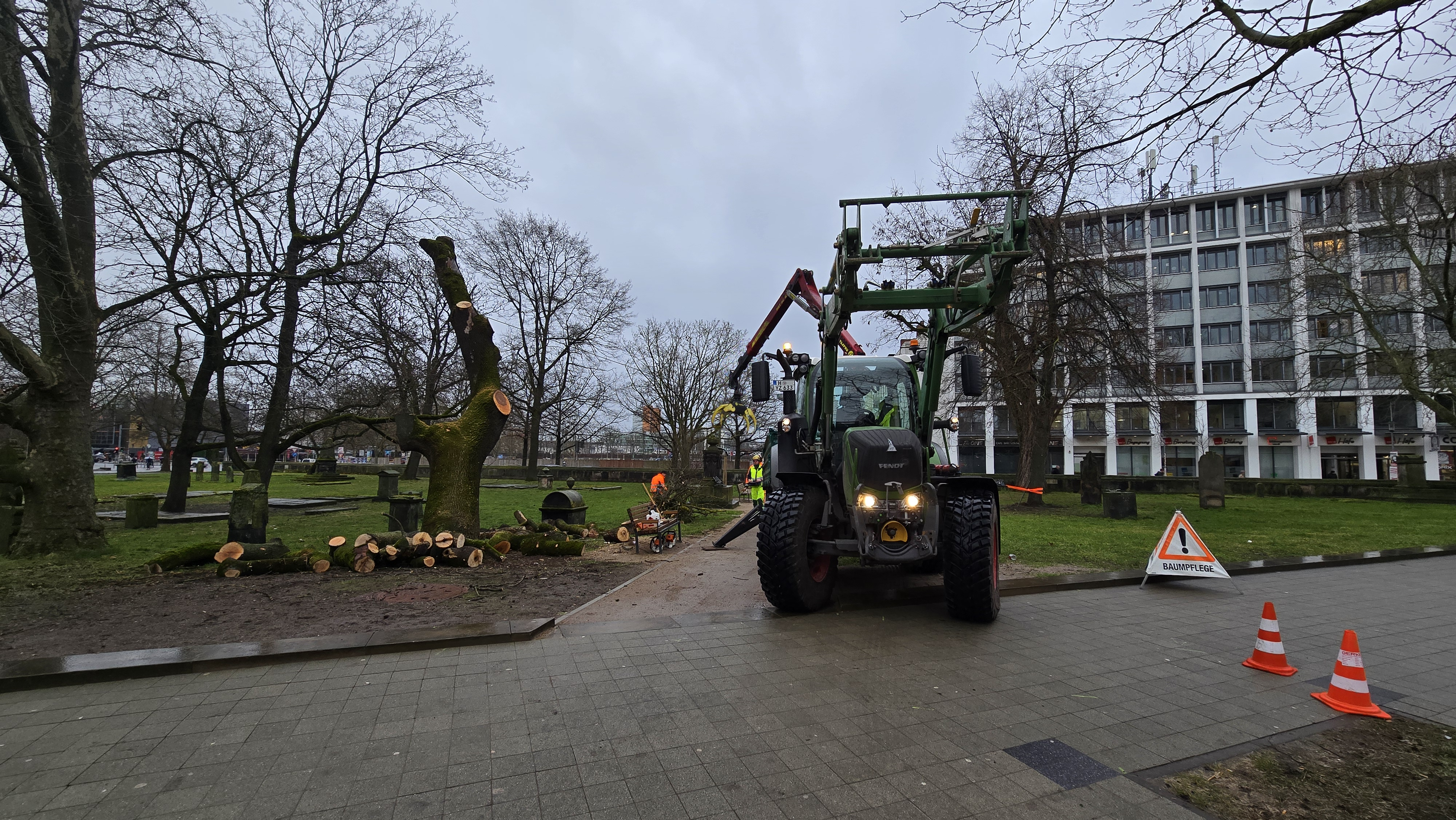
Alter St. Nikolai-Friedhof mit intaktem Grabmal Römelings, Januar 2025

Das auf dem Alten St. Nikolai-Friedhof in Hannover aufgestellte Grabmal der Dorothea Margarete Römeling, auch Dorothea Margarethe Römeling genannt, ist ein denkmalgeschütztes Grabmal, das der 1759 als Dorothea Margarethe Hennies oder Dorothea Margarete Hennies Getauften von ihren Kindern gewidmet wurde.

## Geschichte
Anfang des 20. Jahrhunderts bildete das Grabmal als Zeugnis der Sepulkralkultur und im Kontext mit der umgebenden Grünanlage eine „der malerischsten Partien“ auf den alten Friedhöfen Hannovers. Es wurde daher in einem 1914 vom Magistrat der Stadt Hannover herausgegebenen Bildband mit Fotografien von Robert Preil mit einer eigenen Abbildung aufgenommen.
In der Nachkriegszeit beschrieben der Genealoge Hans Mahrenholtz und dessen Ehefrau das nahe der Nikolaikapelle vorgefundene Grabmal als „Block mit einer Urnennische, 1,50 m hoch, 1,00 m im Quadrat“ und erfassten die folgende Inschrift:
„Dem Andenken unserer guten inniggeliebten Mutter, Dorothea Margarete Römeling, geb. Hennies, geb. den 12. Oktober 1759, gestorb. 10. Oktober 1825, gewidmet von ihren Kindern.“

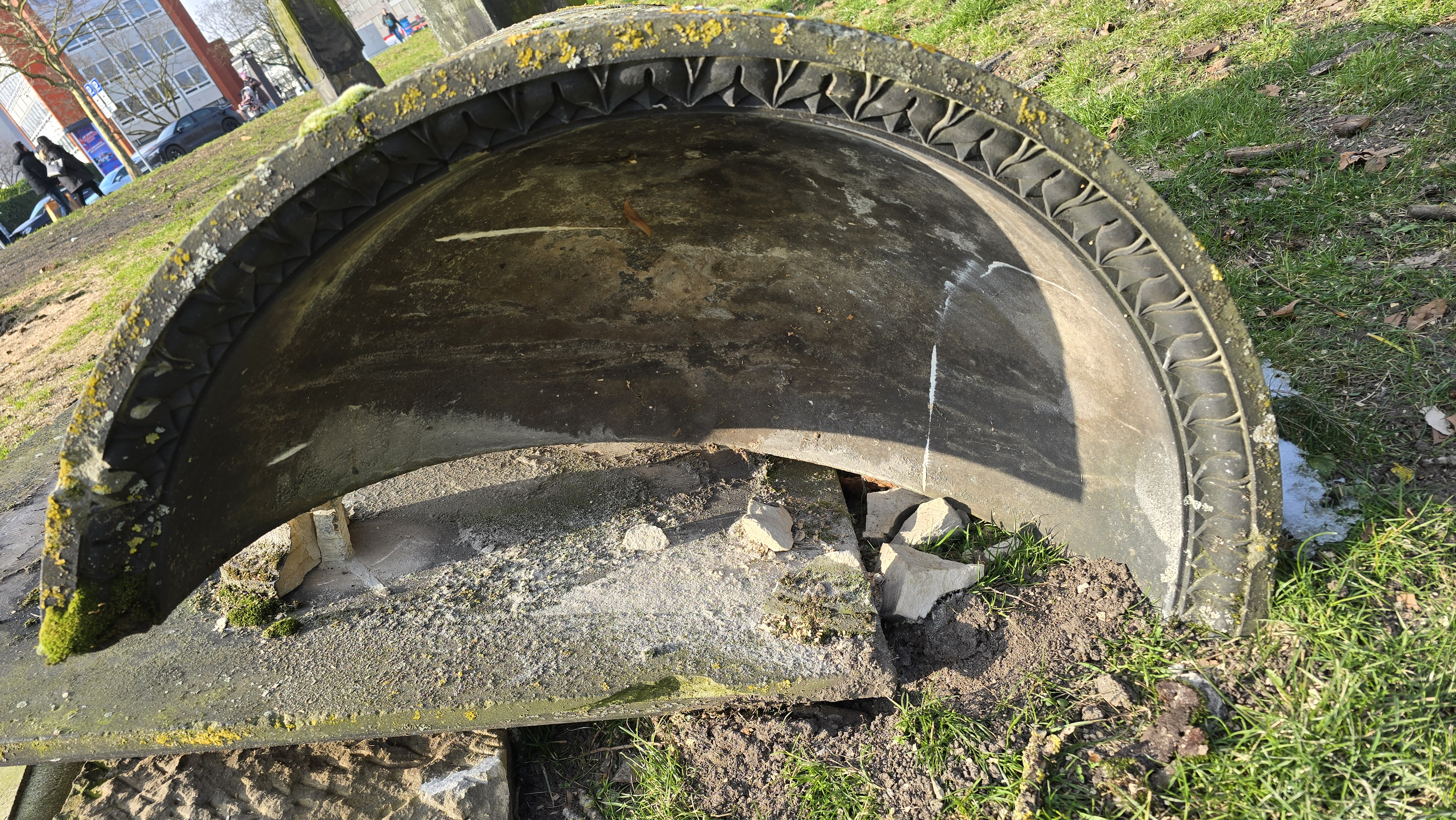
Viertelkugelige Urnennische mit Zierband
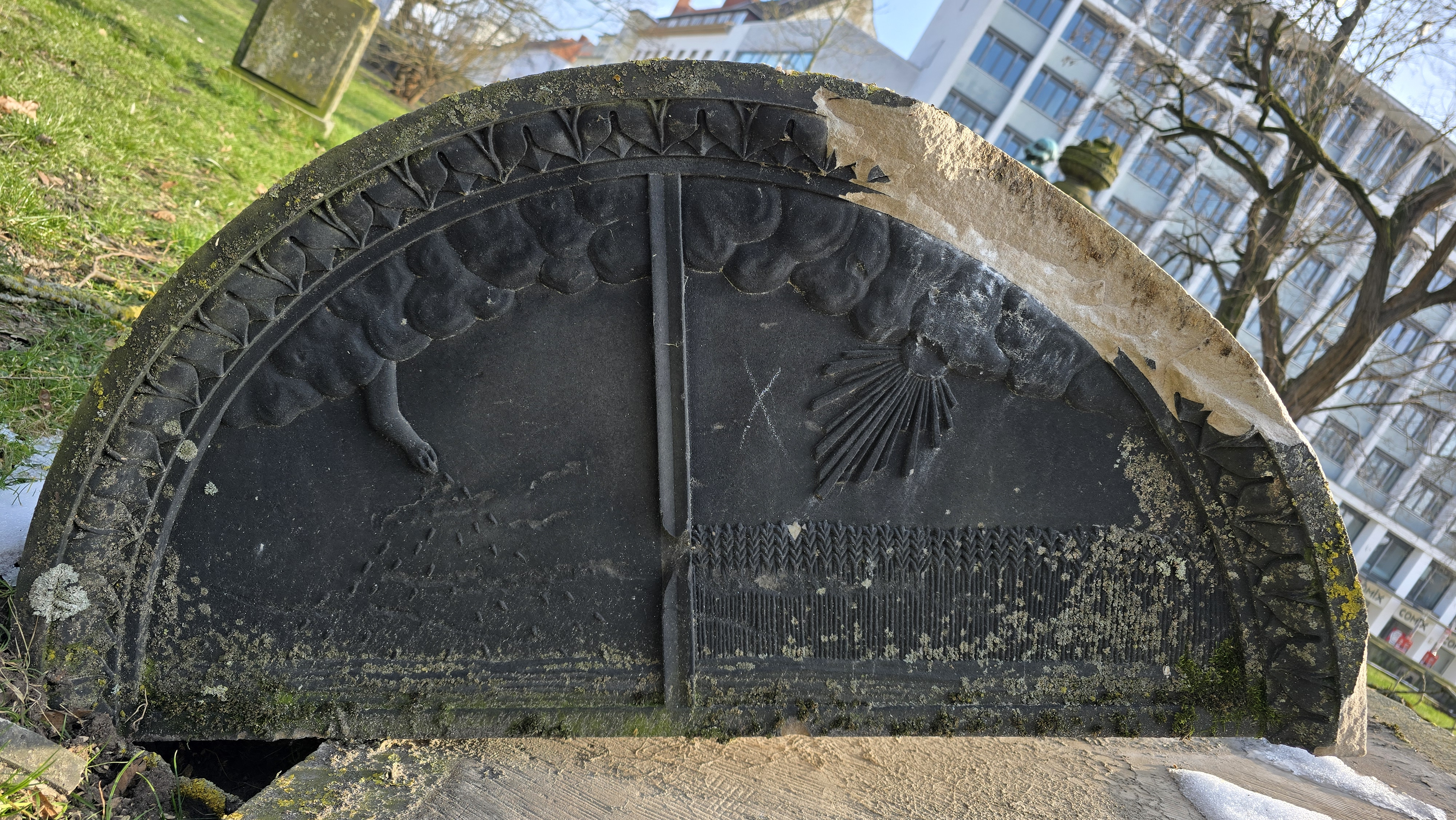
Aus den Wolken säende Hand und von der Sonne beschienene Ähren
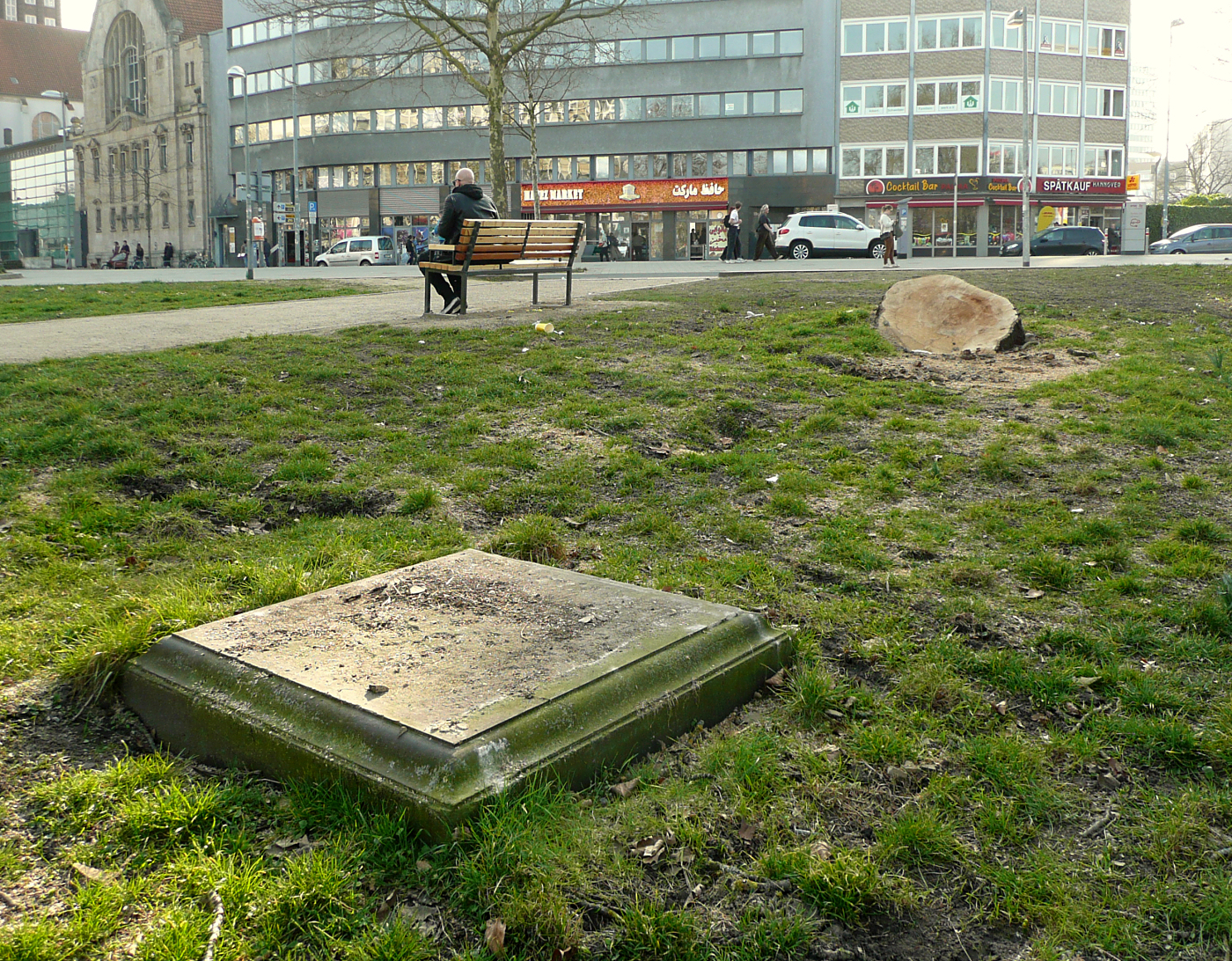
Reste des Grabmals und abgesägter Baumstumpf